# Vivre ma vie
 (novembre 2015).
Si vous disposez d'ouvrages ou d'articles de référence ou si vous connaissez des sites web de qualité traitant du thème abordé ici, merci de compléter l'article en donnant les références utiles à sa vérifiabilité et en les liant à la section « Notes et références ».
Singles de Amel Bent
Désolée
(2008) Où je vais
(2009)
Vivre ma vie est un single de la chanteuse Amel Bent sorti en 2008. C'est la version française de Walk Away, chanson extrait de l'album High School Musical 3.